# Liquidus

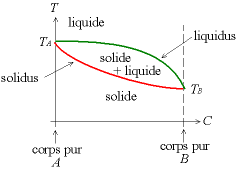
In verde viene evidenziata la curva del liquidus in un diagramma di fase binario. Da notare come, analogamente, viene definita la curva del solidus (in rosso).

Il liquidus è il luogo geometrico in un diagramma di fase che indica la temperatura al di sopra della quale esiste la fase liquida e al di sotto della quale comincia il processo di solidificazione con la coesistenza di fuso e cristalli, con questi ultimi che man mano cominciano a formarsi. La fase cristallina che cristallizza per prima durante il raffreddamento è detta fase cristallina primaria o fase primaria. 
Il concetto di liquidus trova applicazione in scienza dei materiali, in particolare nel campo dei materiali vetrosi e delle leghe metalliche, e in petrografia. Riguardo ai materiali vetrosi, la temperatura di liquidus assume importanza critica in quanto la cristallizzazione può causare problemi durante il processo di lavorazione, portando in casi estremi al danneggiamento del prodotto finale ottenuto. Il raffreddamento veloce è una tecnica che permette di contrastare la formazione dei germi di cristallizzazione, permettendo di ottenere un vetro omogeneo.